# تقویت ارتش آمریکا توسط کره

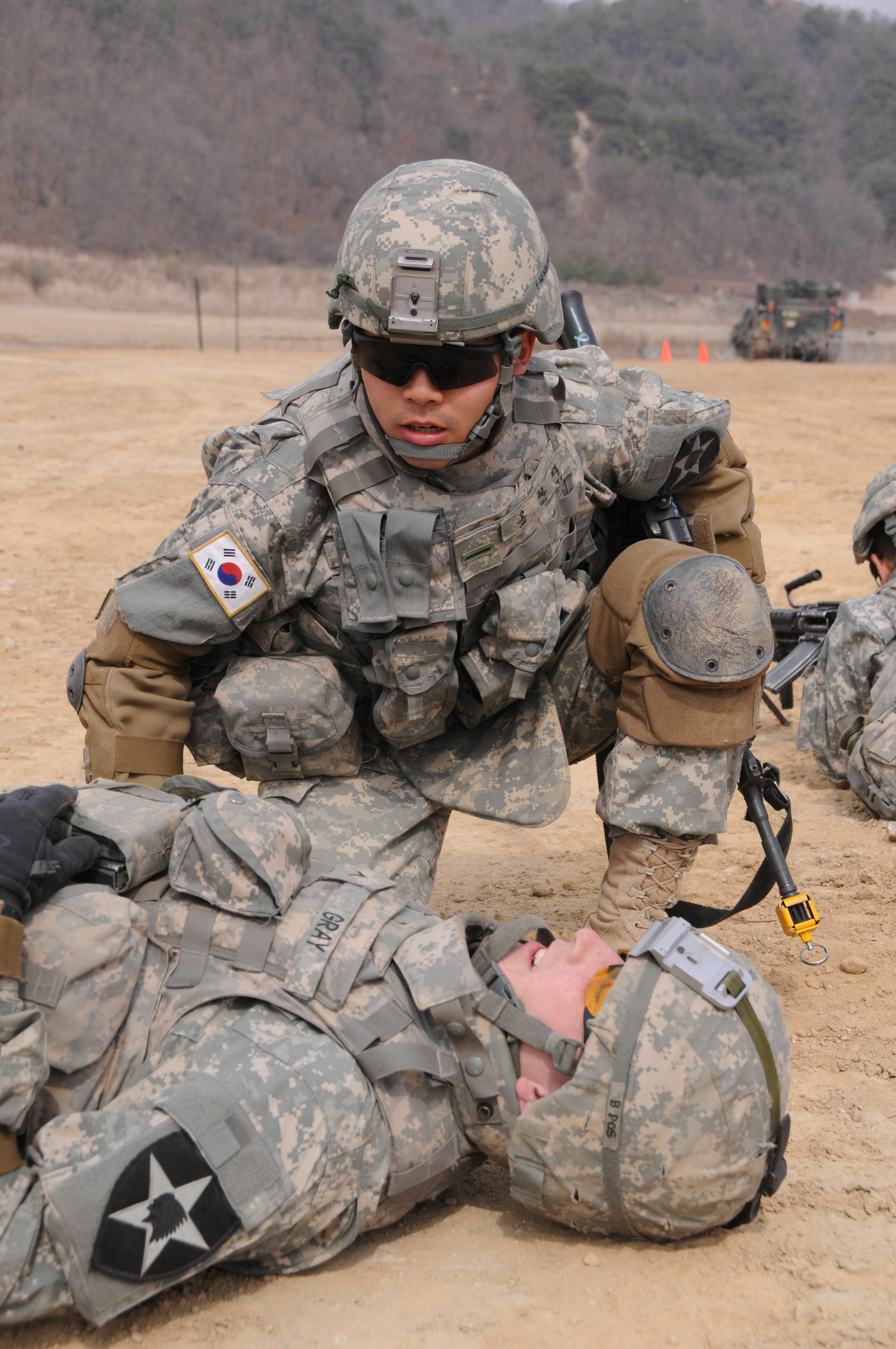
نمایی از یک عملیات رزمایش نظامی کاتوسا. یک‌سرباز کره‌ای از گردان دوم، هنگ پیاده‌نظام نُهم در کمپ کِیسی، بر یک سرباز مجروح آمریکایی، نظارت می‌کند (مانور نظامی). این مانور، در پایگاهی در شهر پاجو، کره جنوبی برگزار شده‌است. ۳ آوریل ۲۰۰۹

تقویت نیروی‌های ارتش ایالات متحده توسط کره ( KATUSA  کره ای : 카투사 ) (کاتوسا) شاخه ای از ارتش جمهوری کره است که متشکل از پرسنل اعظام شده کره ای به ارتش هشتم ایالات متحده (EUSA) میباشد. کاتوسا از مجموعه‌ای از داوطلبان واجد شرایط که مشمول خدمت سربازی اجباری برای شهروندان مرد کره‌ای هستند، عضوگیری می‌کند.